# Casona de la Universidad Nacional Mayor de San Marcos
"Centro Cultural de la Universidad Nacional Mayor de San Marcos" puede referirse también al Colegio Real de la Universidad de San Marcos, su actual segundo centro cultural.
La Casona de la Universidad Nacional Mayor de San Marcos —donde funciona actualmente el Centro Cultural de San Marcos (CCSM) de la UNMSM— es uno de los conjuntos arquitectónicos más importantes de Lima y en él funciona el  principal Centro Cultural de la Universidad Decana de América. En su interior se encuentran instituciones culturales de gran prestigio como: el Museo de Arte (MASM), el Museo de Arqueología y Antropología (MAA), el Teatro Universitario de San Marcos (TUSM), la Biblioteca España de las Artes (BEA), la dirección de Ballet, el Centro Universitario de Folklore (CUF), la Dirección de Música, la Dirección de Cine y Televisión, la Dirección de Banda y Orquesta, y la Dirección de Turismo. El complejo de la "Casona de la Universidad de San Marcos", así como el "Parque Universitario" ubicado frente a su fachada principal, tiene una gran importancia histórica y cultural para la ciudad, además de formar parte del área y de la lista de edificaciones del Centro Histórico de Lima, reconocidas como Patrimonio cultural de la Humanidad por la UNESCO, en 1988.
Ubicada en el antiguo local del Noviciado de San Antonio Abad y popularmente conocida bajo el nombre de Casona de San Marcos, es uno de los edificios históricos más relevantes de la ciudad de Lima. Fundado como noviciado jesuita, fue posteriormente colegio real y luego sede de la universidad desde 1875 hasta 1966, año en que la universidad se traslada al nuevo campus de la Ciudad Universitaria. 
Tras su reciente restauración, la Casona de San Marcos es uno de los monumentos mejor conservados y más representativos de las épocas virreinal y republicana en Lima y el principal referente de la actividad cultural y artística del centro histórico.

## Historia

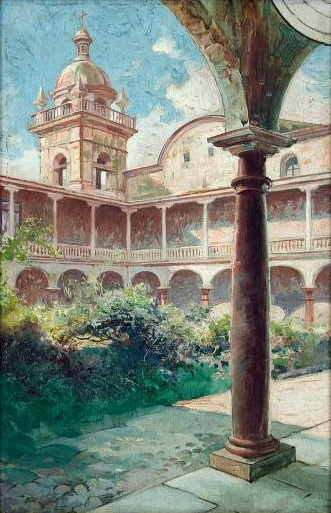
El viejo San Carlos (1912) por Teófilo Castillo, representando el interior de la Casona de la Universidad de San Marcos. Pintura actualmente bajo custodia del Museo de Arte de Lima.

Los orígenes de la Casona se remontan al año 1605, cuando Antonio Correa Ureña hace entrega a los jesuitas del terreno y de un importante donativo para iniciar la construcción de su nuevo noviciado o casa de probación. En los primeros años el complejo consistía tan solo de una capilla y dos patios. Tras su destrucción por el terremoto de 1746 fue reconstruida por los jesuitas siguiendo el mismo trazado anterior. Permanecería así hasta 1767 cuando, tras la expulsión de la orden jesuita del Virreinato del Perú, pasa a ser el local del recién fundado Real Convictorio de San Carlos, colegio mayor que formaba parte del sistema universitario de la época.
Tras la proclamación de la independencia, en 1821, el colegio continúa su labor con una autonomía casi completa respecto a la Universidad de San Marcos, hasta que en 1867 se decreta la inclusión de los colegios de San Carlos y de la Independencia (San Fernando) en aquella. 
Desde el traslado de la universidad, la Casona permaneció como un local de gran valor histórico e importancia no solo para la universidad sino para la ciudad limeña. A raíz de los graves daños ocasionados en la Casona por el terremoto de 1966 se inició el traslado de la universidad a la nueva Ciudad Universitaria, su actual sede principal. La Casona quedó semidestruida, y algunos de sus ambientes fueron habilitados para albergar de forma precaria las instituciones de extensión cultural de la universidad. 
En 1989, cuando la destrucción de la Casona parecía algo inminente, la Universidad Nacional Mayor de San Marcos, la Agencia Española de Cooperación Internacional (AECI) y el Instituto Nacional de Cultura (INC) suscriben un convenio de cooperación Perú-España para conseguir la restauración del complejo arquitectónico y su adecuación a nuevo uso como espacio dedicado a la cultura, investigación y creación artísticas. Los trabajos, efectuados con el apoyo económico y técnico de la Cooperación Española, se ejecutaron por etapas a lo largo de varios años, lográndose recuperar de forma gradual los distintos sectores del conjunto.
En la actualidad, en el conjunto restaurado de la Casona funciona el Centro Cultural de San Marcos, que además de centros de investigación, alberga las colecciones permanentes del Museo de Arte y Arqueología de la universidad, y ofrece exposiciones de arte, teatro, conciertos de música, proyección de películas así como cursos de extensión cultural. Dentro de la Casona se hace obligada una visita al Salón de Grados (antigua Capilla de Loreto), donde se realizan las ceremonias oficiales de los doctorados honoris causa que otorga la universidad; el Salón General; y los antiguos patios de Derecho, Letras, Ciencias, de los Jazmines y de Chicos.

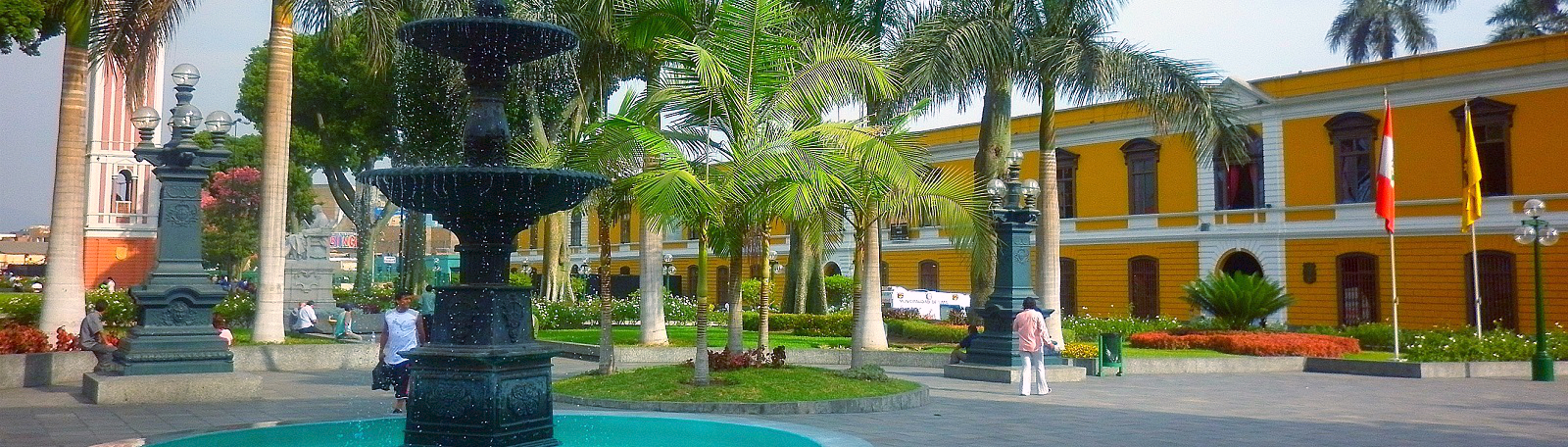
Vista del Centro Cultural de la Universidad de San Marcos; al lado izquierdo se ubica el "Parque Universitario", la "Torre Alemana", y monumentos de sanmarquinos ilustres; al lado derecho la histórica "Casona de San Marcos" y el "Panteón de los Próceres".

## Galería

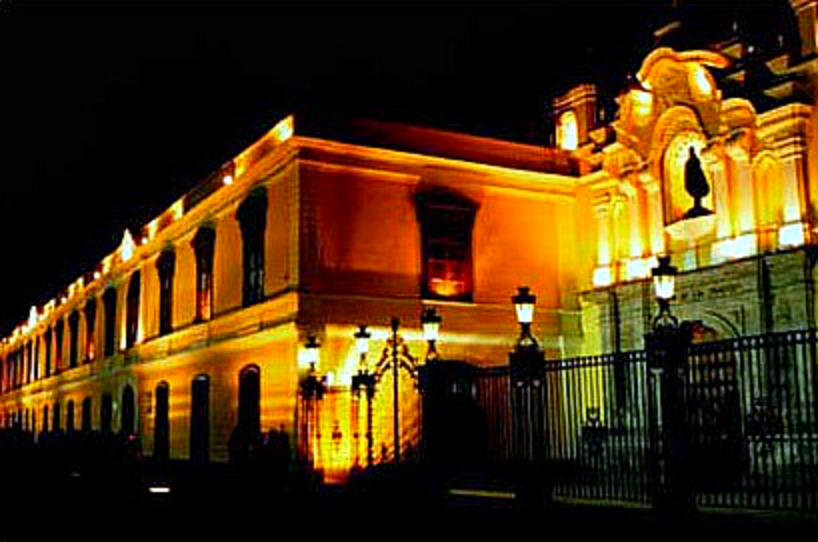
Casona de San Marcos, local histórico de la universidad, actualmente es su centro cultural.
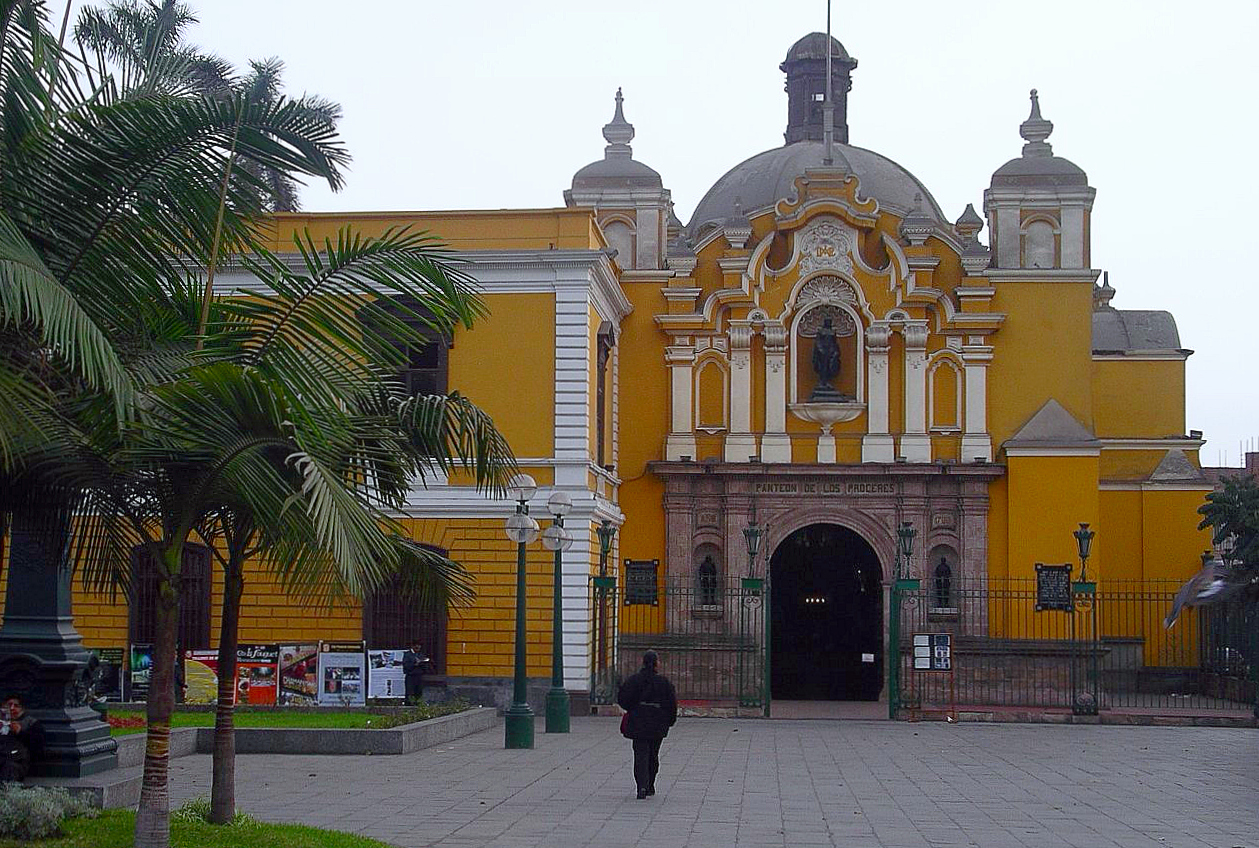
Capilla principal de la Casona de San Marcos.
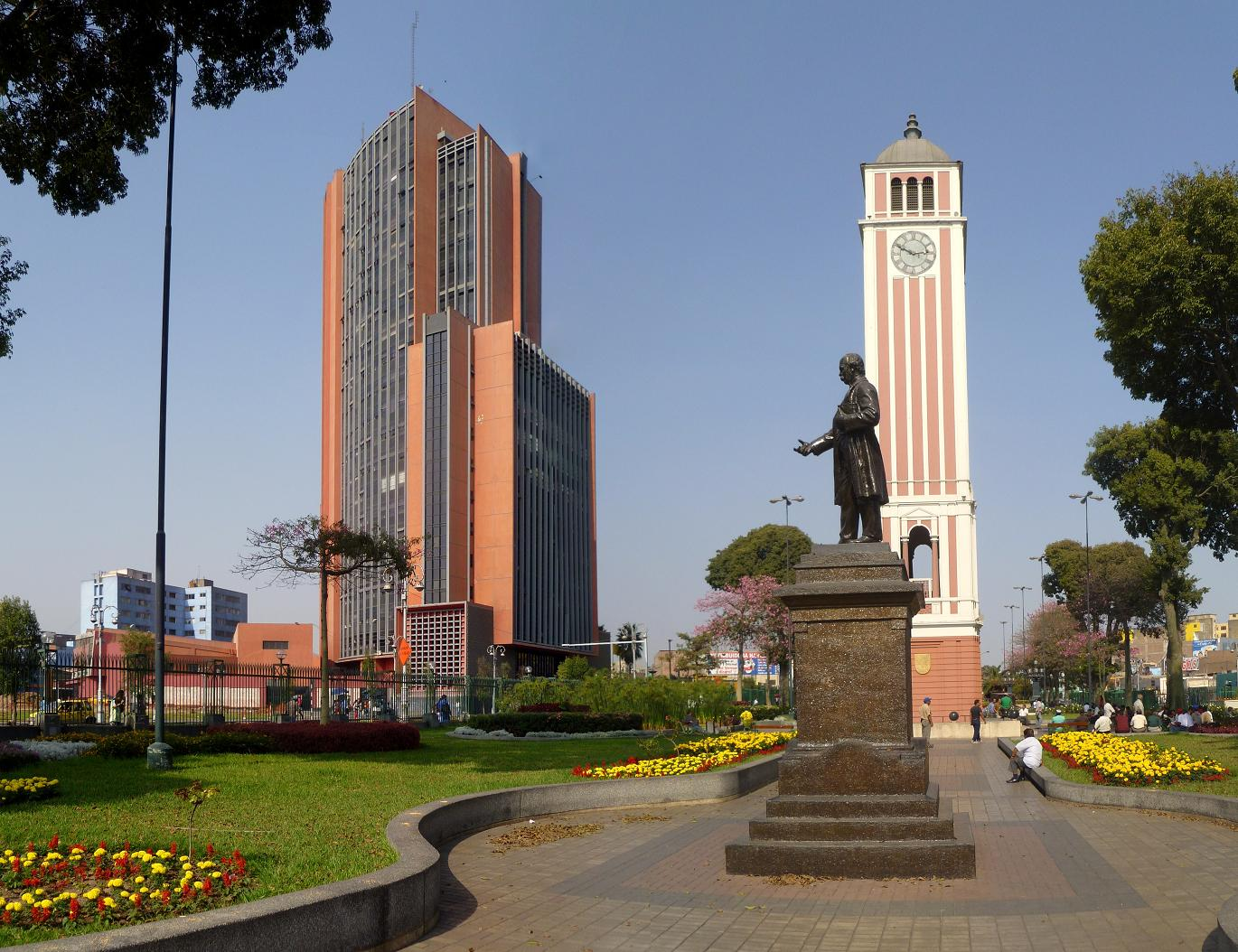
Parque universitario y Reloj universitario.
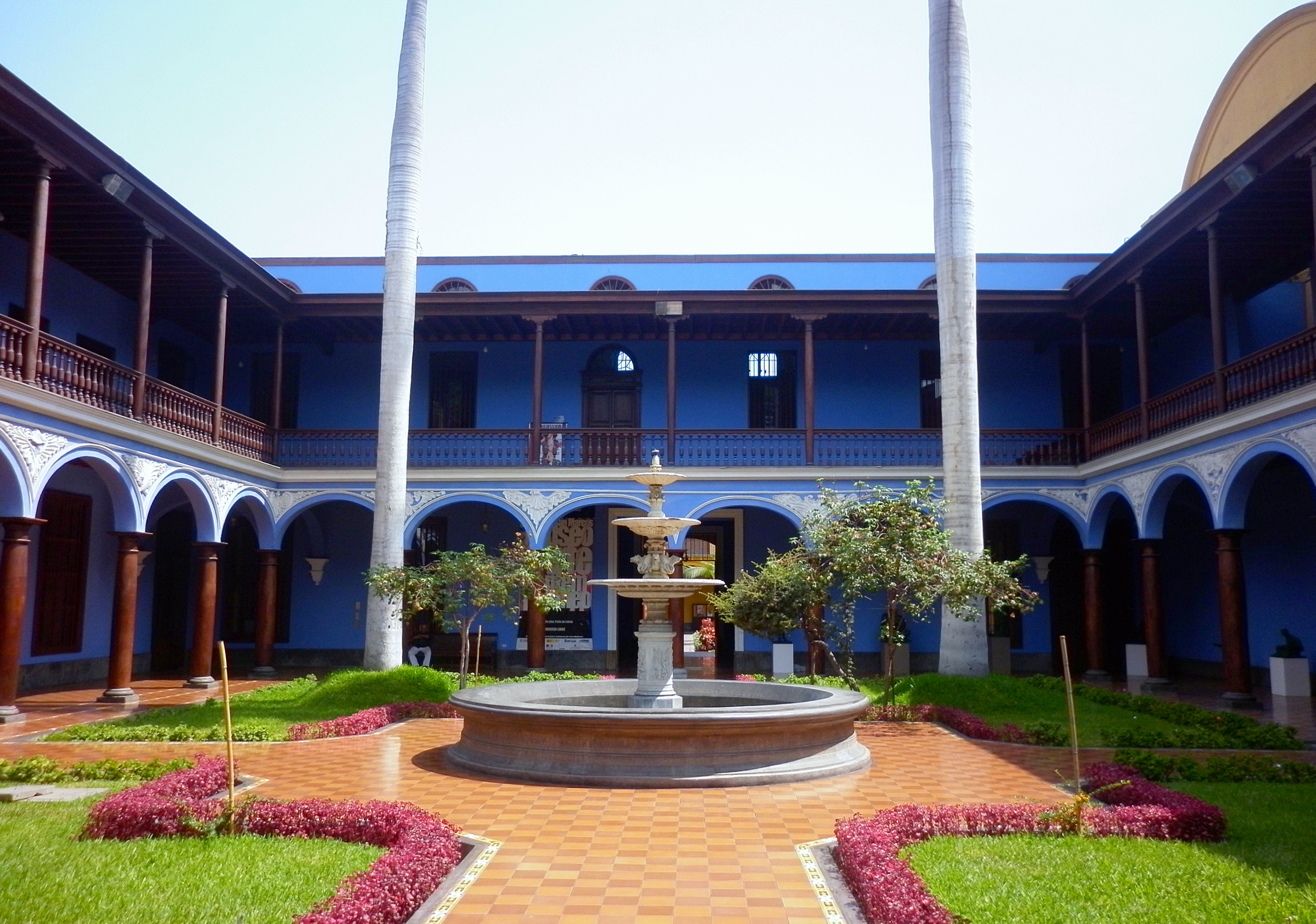
Patio de Derecho de la Casona de San Marcos.
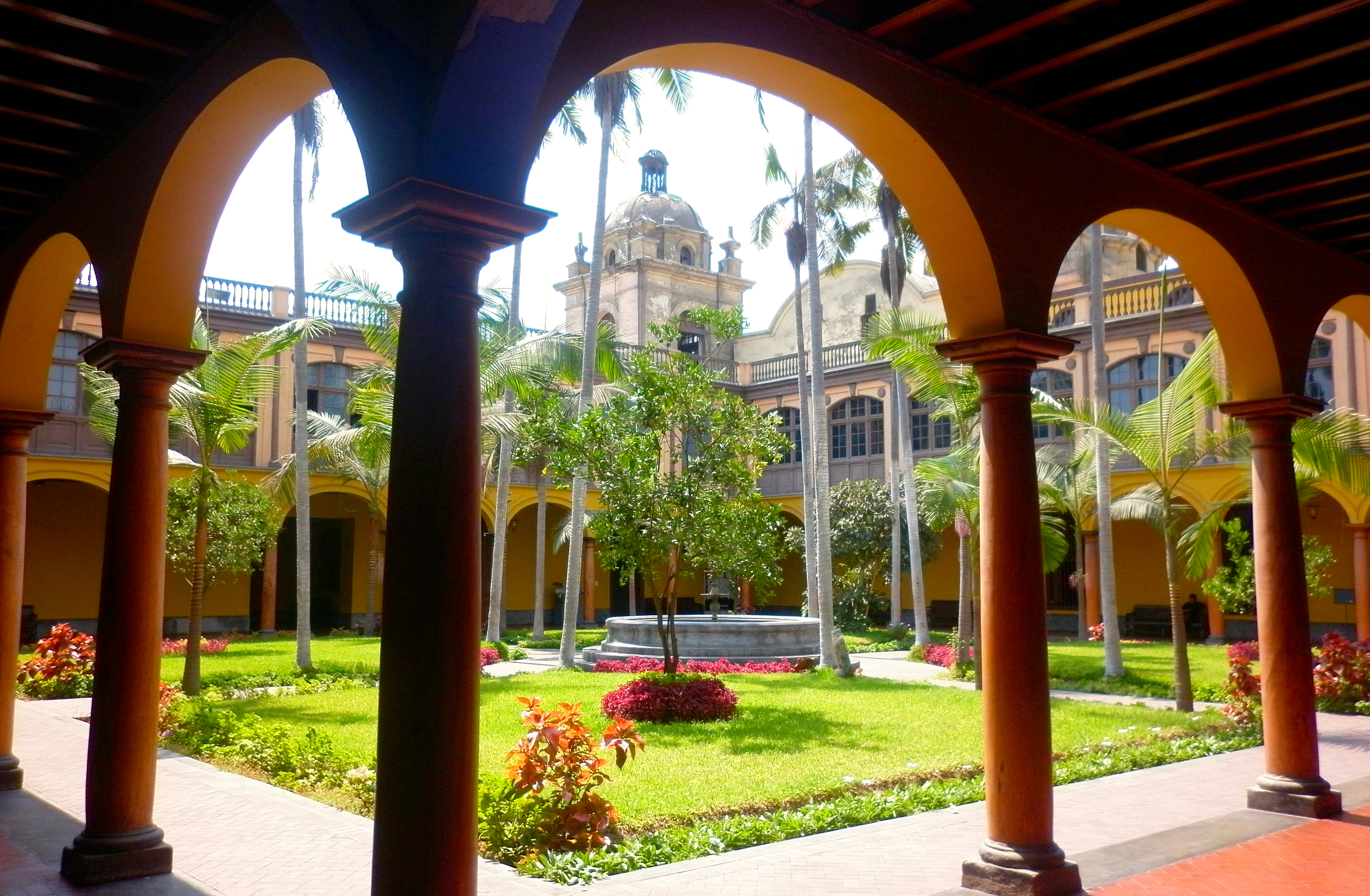
Patio de Letras de la Casona de San Marcos.
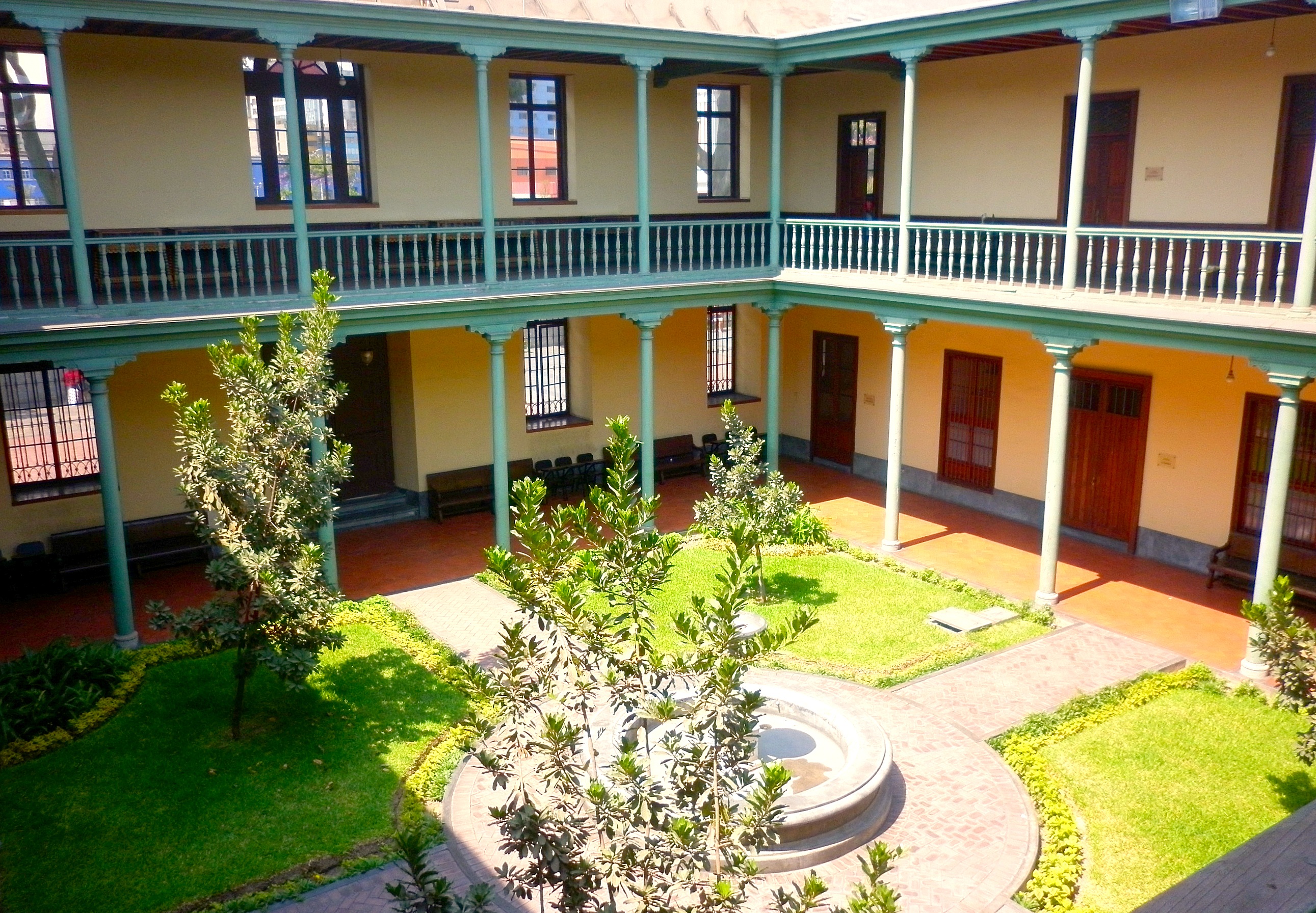
Patio de Ciencias de la Casona de San Marcos.
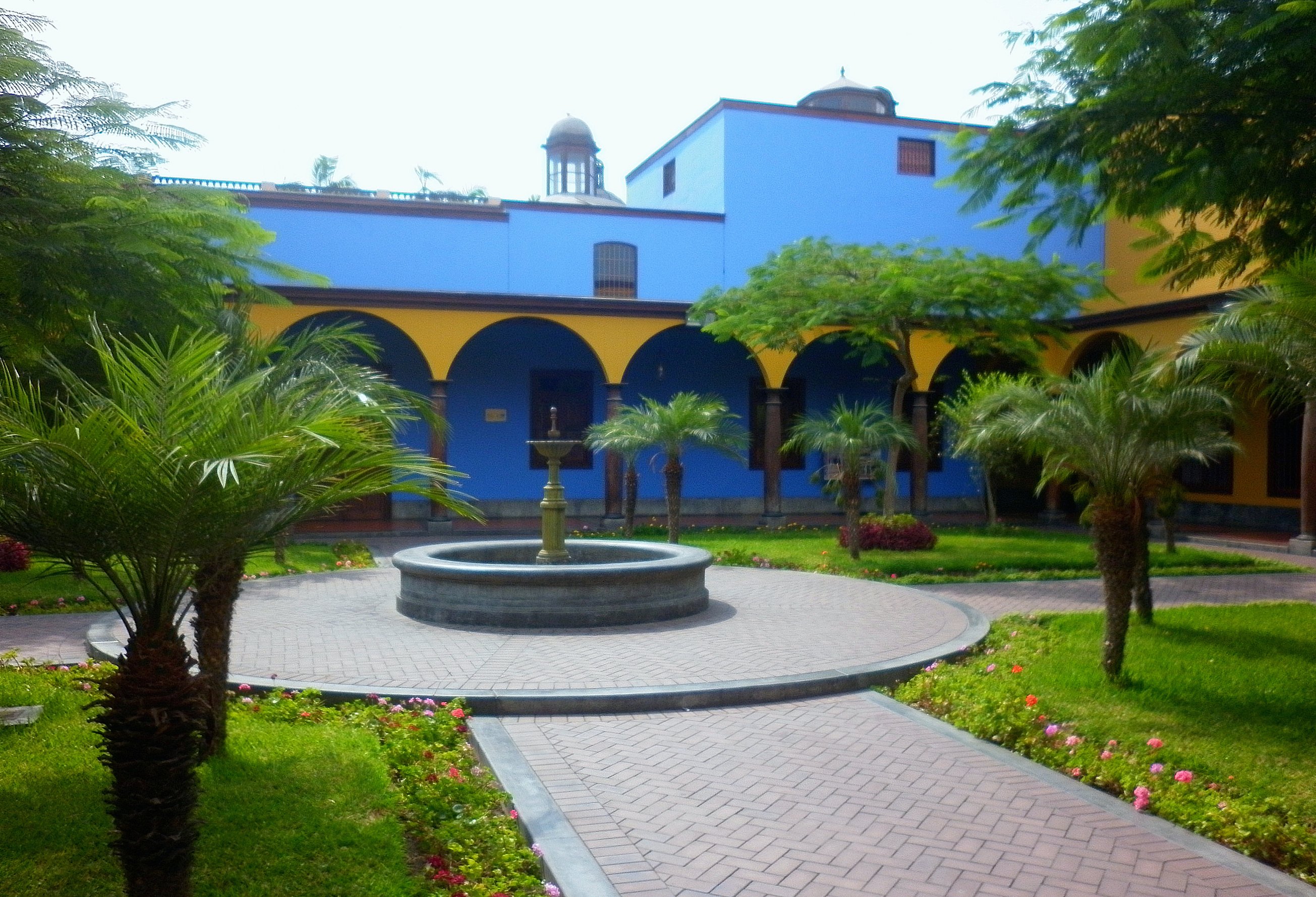
Patio de Jazmines de la Casona de San Marcos.
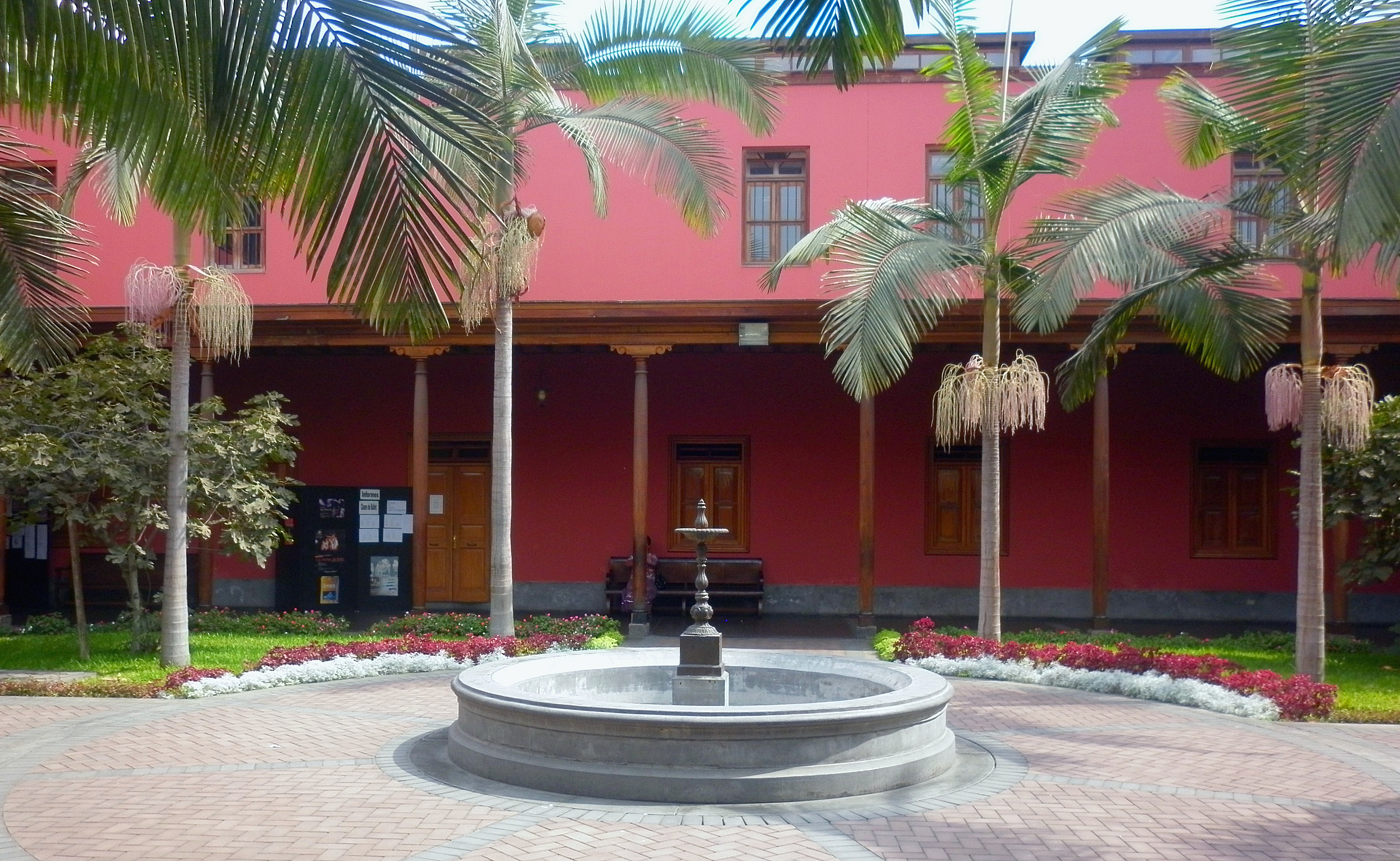
Patio de Chicos de la Casona de San Marcos.
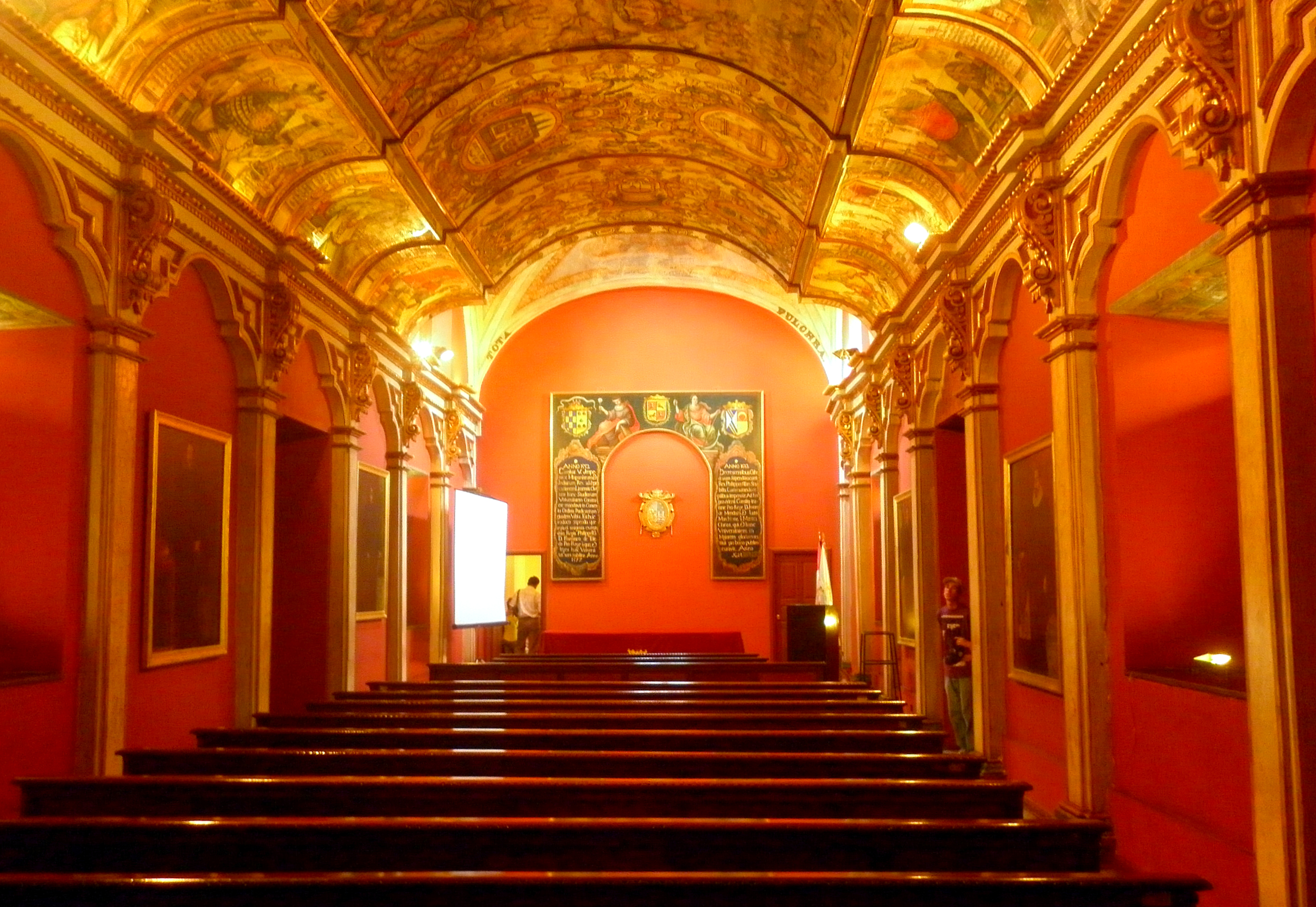
Salón de Grados de la Casona de San Marcos.
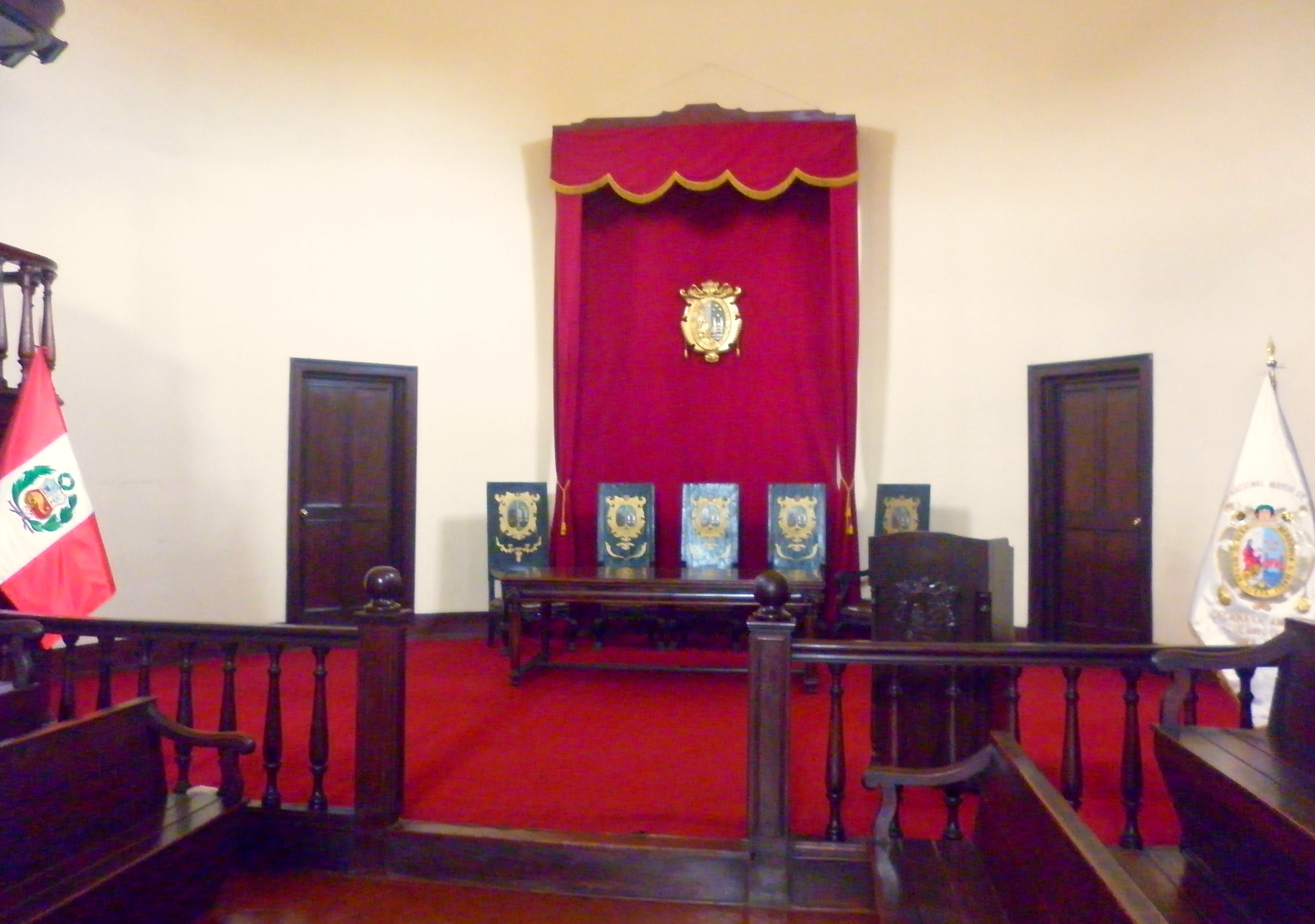
Salón general de la Casona de San Marcos.